# Андроникова, Саломея Николаевна
Княжна Саломе́я Никола́евна Андро́никова (Андроникашвили, в первом браке Андреева, во втором Гальперн, октябрь 1888, Тифлис — 1982, Лондон) — одна из самых примечательных женщин Серебряного века, меценат, модель многих портретов и адресат многих стихотворений.

## Биография

### Тифлис и Батуми
Соломея (по документам) Андроникашвили родилась в Тифлисе. Была названа в честь грузинской святой Саломии Уджармской.
Отец — кахетинский князь Иван (Нико) Захарьевич Андроникашвили (1863—1944), в течение 13 лет он работал главным экспертом Кавказского комитета по защите от филоксеры, был городским головой Батуми. Познакомился с будущей женой в Петербурге во время деловой поездки.
Мать — Лидия Николаевна Плещеева-Муратова (1861—1953), приходилась внучатой племянницей поэту Алексею Плещееву. В первом браке имела троих детей, умерших в детстве. Во втором браке родила троих детей: дочь Саломея, дочь Мариам, (1891—1976; в браке Шарашидзе) и сын Яссе Николаевич Андроников (1893—1937; неоднократно репрессирован, расстрелян).

### Петербург
В 1906 г.  поехала  в Петербург со своей двоюродной сестрой Тинатин Джорджадзе — поступать на Бестужевские курсы. Но вскоре обе вышли замуж.
На одном из вечеров Саломея познакомилась с молодым человеком — Зиновием Пешковым, который принялся за ней активно ухаживать. Он был приемным сыном писателя Максима Горького. Зиновий был  беден. Работал он секретарем Горького и даже пробовал себя на подмостках Московского Художественного театра, куда его пригласил сам Немирович-Данченко, впечатленный тем, как юноша читает пьесу Горького "На дне".
И замуж она вышла за богатого купца Андреева, который был вдовцом с тремя детьми и в два раза старше. Павел Семёнович Андреев (1877—?), был пайщиком и членом правления товарищества «Табачная фабрика А. Н. Богданова и К°», занимался торговлей табаком и канцелярскими принадлежностями. Имел звание почётного гражданина города. Семья жила в Петербурге, а на лето переезжала в имение Скреблово Лужского уезда. В 1906 г. Андреев на свои средства открыл в имении Скреблово «Андреевскую народную школу», продолжившую работать и после революции.
В этом браке в 1911 году родилась единственная дочь Саломеи Николаевны — Ирина Павловна Андреева.
Двоюродная сестра Саломеи — Тинатин — тоже вскоре вышла замуж за Сергея Танеева. Его отец возглавлял канцелярию царя Николая II. Однако главным лицом в новой семье Тинатин был не свекр, занимавший столь значительную должность,  а его старшая дочь Анна.  Более известная под именем Анна Вырубова — фрейлина императрицы Александры Федоровны, ее любимая подруга и доверенное лицо. Сама императрица в своих письмах Вырубовой не раз интересовалась "как там Сергей и Тина".

В 1912—1915 гг. Саломея бывала в литературно-артистического кабаре «Бродячая собака» на Итальянской улице; об этом пишет в своих воспоминаниях Георгий Адамович. Популярная в те годы писательница Надежда Тэффи писала в 1913 году: 
"Украшением вечеров, как всегда, была Саломея Андроникова — не писательница, не поэтесса, не актриса, не балерина, не певица — слошное "не". Но она была признана самой интересной женщиной нашего круга".
С 1915 года супруги Андреевы жили раздельно, но не разводились. Павел Семёнович жил на 2-й Рождественской улице, а Саломея Николаевна снимала квартиру по адресу — Васильевский остров, 5-я линия, д. 62 (доходный дом Макарова, на углу с Малым проспектом).
Саломея была экстравагантной и умела заставить своими неожиданными поступками говорить о себе весь город. Например, обсуждали ее полеты на аэроплане. Она уговорила знакомого летчика взять ее в полет — и стала едва ли не первой женщиной, облетевшей Петербург на аэроплане. Ее добивались, дружбой с нею дорожили, а о любви не могли и мечтать. Не было, пожалуй, ни одного художника, который бы не хотел написать портрет Саломеи. Но удалось это немногим. Среди них — Зинаида Серебрякова и Кузьма Петров-Водкин, Василий Шухаев и Савелий Сорин.
Анна Ахматова подарила ей книгу "Четки" с надписью: "В надежде на дружбу". А поэт Осип Мандельштам посвятил стихотворение, назвав "соломинкой".
В это же время она стала  держать у себя  литературный салон, собиравший замечательных поэтов того времени. Тэффи описывала её следующим образом:

Украшением синих вторников была Саломея Андроникова, не писательница, не поэтесса, не актриса, не балерина и не певица — сплошное «не». Но она была признана самой интересной женщиной нашего круга. Была нашей мадам Рекамье, у которой, как известно, был только один талант — она умела слушать. У Саломеи было два таланта — она умела, вернее любила, и говорить. <…> Многие художники писали её портреты. У Саломеи была высокая и очень тонкая фигура. Такая же тоненькая была и Анна Ахматова. Они обе могли, скрестив руки на спине, охватить ими талию так, чтобы концы пальцев обеих рук сходились под грудью.
— Тэффи. Моя летопись. — М.: Вагриус, 2004. — С. 301. — (Мой 20 век). — ISBN 5-475-00013-1.
В конце 1916 года её подругой стала Анна Ахматова  и писала о ней: «Равно на всех сквозь чёрные ресницы дарьяльских глаз струился нежный свет…». 
Осип Мандельштам, посвятил ей стихи в 1916 г. Аветик Исаакян сказал о ней: «женщины её породы рождаются раз в столетие, когда не реже, нарочно для того, чтобы быть воспетыми и увековеченными». В доме у Саломеи Андреевой бывали Генрих Нейгауз, Сергей Прокофьев, скрипач Павел Коханский, пианист Александр Боровский, Артур Лурье, Михаил Кузмин, Сергей Маковский, А. А. Смирнов, художники Василий Шухаев, Яковлев, Николай Радлов.
В 1915—1919 гг. стала любовницей поэта Сергея Рафаловича
, который с 1905 был женат на Александре Артуровне Рафалович, дочери финансиста А. Г. Рафаловича, и жил на два города, Париж и Петербург, и на две семьи.
В июне 1917 года уехала из Петербурга в Крым, в Алушту, с Рафаловичем и со своей дочерью Ириной. К этому моменту  Саломея получила развод с чаевладельцем Павлом Андреевым. Адвокатом Саломеи был петербургский юрист Луарсаб Андроников. Андреев не стал жадничать: и она получила от уже бывшего мужа огромную квартиру в центре Петербурга и солидное содержание. 
Лето в Алуште она жила на даче А. А. Смирнова в Профессорском уголке, принадлежавшей родителям его жены Е. П. Магденко. Там в то же время жила целая компания поэтов и литераторов:  Осип Мандельштам, Сергей Радлов с женой поэтессой Анной Радловой, Константин Мочульский, Виктор Жирмунский. По вечерам поэты читали стихи, и совместно написали и поставили шуточную пьесу «Кофейня разбитых сердец, или Савонарола в Тавриде», которую написали ко дню именин Саломеи 16 августа. Авторами текста стали Константин Мочульский, Виктор Жирмунский, Сергей Радлов и Осип Мандельштам, также они стали и персонажами этой «комедии положений».
В Петроград после этой поездки Соломея не вернулась. Влюбленный в Саломею адвокат Александр Гальперн регулярно писал ей письма и убедил не возвращаться в Петербург (тогда столица в порыве патриотизма переименовалась в Петроград), а ехать к родителям в Грузию. 
В сентябре 1917 года из Крыма она уехала в Баку, а затем в Тифлис, к родителям.

### Тифлис
В 1917—1920 гг. жила в Тифлисе. Вместе с поэтами Сергеем Городецким и Сергеем Рафаловичем она издавала литературно-поэтический ежемесячник «Орион». Была знакома с Савелием Абрамовичем Сориным и Сергеем Судейкиным и Верой Артуровной Судейкиной.
В 1920 г. в Тифлисе она снова повстречала Зиновия Пешкова. Он в то время работал, как член группы французского представительства при меньшевистском правительстве Грузии; (известен как приёмный сын Горького и родной брат Якова Свердлова). Зиновий был популярен в литературно-художественных кругах, встречался с Буниным, Шаляпиным, Сориным, Шухаевым, Эльзой Триоле и Луи Арагоном, который назвал его жизнь «одной из самых странных биографий этого бессмысленного мира».
Однажды Зиновий сумел вызволить Саломею из харьковской тюрьмы. Когда он узнал о том, что на пути в Тифлис Саломею арестовали в Харькове, он дал приемному отцу Максиму Горькому телеграмму: «Отец, звони Ленину, Троцкому или самому Карлу Марксу! Но Саломею Андроникову должны освободить!». И вскоре очаровательная  грузинская красавица благополучно добралась до Тифлиса.
Еще раз Пешков пришел на помощь Саломее Андреевой когда в Грузию вот-вот должна была войти Красная армия.  Он пригласил ее поехать с ним, в Париж. Поехать просто так, чтобы купить, например... новую шляпку. У нее не было документов, но Зиновий успокоил возлюбленную:  «Зачем Вам документы, когда у Вас есть я!». И она согласилась, став его гражданской женой.  Годы спустя она будет вспоминать  о своем отъезде из Грузии: «Как всякая обыкновенная аристократка, я не хотела ни о чем глубоко задумываться. И покатила...».  оставив в Батуми свою дочь Ирину Андрееву, которой было всего 9 лет.  
В сентябре 1920 года Пешков и Саломея Андреева вместе выехали в Стамбул; а затем, на поезде, прибыли в Париж.

### Париж
С 1920 по 1921 год жила в гражданском браке с Зиновием Пешковым.  В октябре 1920 г. , в Париже,  жила в районе Елисейских полей на улице Колизе. Устроилась работать в журнал мод. А вскоре все-таки вышла замуж за Александра Гальперна. 
После расставания с Пешковым переехала на улицу Альфред Стевенсс, где жила с 1922 по 1924 г. жила в Париже , несколько лет у неё жила подруга, Александра Николаевна Меликова (герцогиня Лейхтенбергская) и семья художника Василия Шухаева. 
Однако с Зиновием Пешковым они сумели сохранить дружеские отношения. так, при его участии она помогла в 1925 году эмигрировать Зинаиде Серебряковой.
В 1925 году она снова вышла замуж. Вторым ее официальным мужем стал  адвокат и коллекционер Александр Гальперн, бывший управляющий делами Временного правительства, ближайший друг А. Ф. Керенского. Супруги жили на два города: Александр Яковлевич Гальперн постоянно жил в Лондоне. Саломея Николаевна Гальперн жила, в основном, в Париже. Семейная жизнь не мешала Саломее переписываться с З.Пешковым. Он писал Саломее отовсюду. И неизменно подписывался: "Целую тебя от всего сердца и от всей моей старой и любящей тебя души".
С 1928 г по май 1940 г. работала редактором в журналах «Vu» и «LU» известного издателя Люсьена Вожеля.
В Париже дружила с Ильёй Эренбургом, Алексеем Толстым, Натальей Крандиевской.

В столице Франции Саломея познакомилась с  Мариной Цветаевой. Между ними завязалась трепетная дружба. Именно Саломея стала спасительницей гениальной русской поэтессы от нищеты. Она длительное время, 7 лет,  финансово поддерживала Марину Цветаеву, и в 1933—1934 годах входила в «Комитет помощи Цветаевой». Она рассказывала:
«Эмигрантская моя жизнь освещена Цветаевой, встречами с нею. Я сразу полюбила её…  

Никогда я не видела такой бедности, в какую попала Цветаева. Я же поступила работать к Вожелю в модный журнал, получала тысячу франков в месяц и могла давать Марине двести франков». 
Почти в каждом из 112 сохранившихся писем Цветаевой к Саломее звучит благодарность за помощь, а также просьба выслать или очередное «иждивение»,  или  помочь распространить билеты на литературные вечера Цветаевой, или прислать ненужную старую одежду и обувь для самой Марины и её дочери Али. Так для Цветаевой Саломея стала попечительницей, защитницей и музой, будившей воображение и наполнявшей благодарностью: «Очень Вас люблю… Вы мне бесконечно нравитесь» (из письма от 22 марта 1931). Саломея много лет хранила  письма Марины Цветаевой. И, когда это стало возможным, передала их в СССР — вернула Ариадне Эфрон, дочери поэтессы. А Ариадна Сергеевна, по согласованию с Саломеей, сдала письма матери в Центральный архив литературы и искусства в Москве. .  Последнее письмо Цветаевой к Саломее Гальперн звучит как  "прижизненный памятник его адресату, лучше всяких портретов и воспоминаний объясняющего уникальность Саломеи":
"12-го августа 1932 г.
Дорогая Саломея, видела Вас нынче во сне с такой любовью и такой тоской, с таким безумием любви и тоски, что первая мысль, проснувшись: где же я была все эти годы, раз так могла ее любить (раз, очевидно, так любила), и первое дело, проснувшись – сказать Вам это: и последний сон ночи (снилось под утро) и первую мысль утра.
...
Милая Саломея, письмо не кончается, оно единственное, первое и последнее от меня (во всем охвате вещи) к Вам (во всем охвате – Вашем, которое знаете только Вы)…
Милая Саломея, лучше не отвечайте. Что на это можно ответить? Ведь это не вопрос и не просьба – просто лоскут неба любви. Даю его Вам – вы ответ на все целое, которое в том (уже – там!) сне дали мне – Вы.
Знаю еще одно, что при следующей встрече – через день – или через год и день (срок для найденной вещи и запретный срок всех сказок!) – на людях, одна, где и когда бы я с Вами не встретилась, я буду (внутри себя) глядеть на Вас иначе, чем все эти семь лет глядела, может быть, вовсе потуплю глаза — от невозможности скрыть – от безнадежности сказать".
Вскоре Цветаева с сыном Георгием вернулась в СССР. И пути Саломеи Гальперн и марины Цветаевой больше не пересекались…

### Нью-Йорк
В 1940 году с внуком Филиппом переехала в США, где её муж, А. Я. Гальперн, работал при английском посольстве. В это время во Франции остались жить её дочь Ирина Павловна Нольде, коммунистка и участница Сопротивления, и её муж, служивший во французской армии. Когда фашисты захватили Францию,  Ирину арестовали и отправили в концлагерь, где она чудом уцелела. 
В 1945- году Гальперн получил назначение в Лондон, и семья переехала в Англию. Саломея переехала жить  в Лондон, к мужу.

### Лондон
С 1945 г. по 1982 г. жила (до 1956 г. с мужем), в Лондоне по адресу 39 Chelsea Park Gardens. Занималась благотворительностью. 
В Лондоне Саломея вела светскую жизнь — принимала гостей, устраивала приемы. Но даже когда она овдовела, к ужину неизменно спускалась в вечернем платье.  
Среди ее друзей были жена английского премьер-министра Уинстона Черчилля и актер Питер Устинов. Самой же близкой подругой в это время стала баронесса Будберг, бывшая муза и гражданская жена Максима Горького.  Однажды обе дамы получили приглашение прокатиться на яхте миллиардера Аристотеля Онассиса. Саломея, восхищенная обивкой розового дивана в салоне, спросила из какой кожи она изготовлена. И получила от Аристотеля не совсем литературный ответ.
В 1953 году она выпустила книгу кулинарных рецептов французской кухни, включив в неё два блюда грузинской кухни. И после этого она часто шутила:  "Всю жизнь думала, что я — муза, а под старость поняла, что на самом деле — кухарка". 
В 1956 г. овдовела. Когда ее муж в конце жизни признал себя банкротом и был вынужден продать дом, он выставил основное условие условие: его жена сможет жить там до своей смерти. Новый владелец особняка, знаменитый писатель и философ Исайя Берлин, согласился на это. И Саломея Гальперн проживет в этом доме более 25 лет. 
Исайя Берлин рассказывал о своей беседе с Анной Ахматовой:

Она спросила меня о Саломее Гальперн, урождённой Андронниковой, с которой была знакома ещё в Санкт-Петербурге перед Первой мировой войной. Эта знаменитая красавица, блиставшая в светском обществе остроумием и привлекательностью, находилась в дружеских отношениях со многими художниками и поэтами того времени. Я услышал от Ахматовой, (собственно, я это уже знал) что Мандельштам, влюблённый в Саломею, посвятил ей одно из лучших своих стихотворений. Я был близко знаком с Саломеей Николаевной и её мужем Александром Яковлевичем Гальперном и рассказал о каких-то фактах их жизни, их окружении и взглядах. <…> Только имея представление обо всём этом, можно понять «Поэму без героя»: последовательность картин и символов, игру масок, заключительный бал-маскарад, мотивы из «Дон Жуана» и «Комедии дель арте». Ахматова вновь заговорила о Саломее Андронниковой (Гальперн), её красоте, обаянии, незаурядном уме, о вечерах в кабаре «Бродячая собака», о представлениях в театре «Кривое зеркало»…— Исайя Берлин. Встречи с русскими писателями в 1945 и 1956 годах.
В июне 1965 года, когда Анна Ахматова была в Лондоне, Саломея Гальперн навестила её, вместе с баронессой Марией Будберг, в отеле «Президент» на Рассел-Сквер, где останавливалась Ахматова. Ахматова через несколько дней «отдала визит» Саломее Николаевне Гальперн, была в её доме, подарила ей автограф своего стихотворения «Тень», ей посвящённого, написанного ещё в 1940 году: «…У нас обеих было ощущение, что годы не прошли, что мы расстались вчера и завтра встретимся снова», — говорила позже С. Гальперн.
В одном из писем к В. Шухаеву этого периода пишет: «Я, душенька, стара, как попова собака, но работаю, как вол, хоть глуха, „слепа“ (то есть оба глаза оперировали и хожу плохо, но бегаю)».
в 1978 году Саломия последний раз устроила большой прием — в честь своего 90-летия. В ответ на тост одного из друзей она ответила: "Трагедия моей старости в несоответствии желаний и возможностей". 
В 1982 году Саломея умерла в доме, который купил у Гальпернов сэр Исайя Берлин. 

Лондонская «The Times» и русские зарубежные газеты сообщили, что 
8 мая в Лондоне на 94-м году жизни скончалась Саломея Николаевна Андроникова,
«последняя из самых блистательных женщин, которым довелось быть современницами расцвета Серебряного века русской поэзии.
Саломея Андроникова была одной из самых известных красавиц той эпохи.
Она славилась умом, обаятельностью, остроумием. В числе её друзей были знаменитые русские поэты и художники того времени». 
Согласно завещанию  ее прах был развеян. По одной версии — под кипарисами на кладбище Патни-Вейл в Лондоне. По другим данным  — над Трафальгарской площадью Лондона…
Наследство и архив она завещала дочери Ирине Андреевой.
Саломея Гальперн, прожившая длинную и удивительную жизнь, полную знакомств со знаменитыми поэтами, художниками и писателями, категорически отказывалась писать книгу воспоминаний. О своей жизни она крастко рассказала в письмах к Папуне Церетели: 
"Мать моя русская (Плещеева) была женщиной удивительной, вполне незаурядной. Воспитывались мы ею в русских традициях. Отца любили, любовались им, но он в нашем воспитании никакого участия не принимал. Я – старшая – выдалась наиболее русской. И хотя физически в отца, нравом и характером очень похожа на мать. Я прожила почти 90 лет и следовательно надо готовиться к смерти. Завещание мое очень простое – ВСЕ, что у меня есть, что мне принадлежит, оставляю моей дочери. Упоминаю в завещании, что мой портрет Серебряковой завещаю Грузии (условие: музей должен сам озаботиться получением портрета, оплатить надлежащие налоги (если таковые требуются) и переслать в Тбилиси. Срок – 3 месяца. О моей смерти моя дочь сообщит министру культуры Грузии.
Слепок моей руки, сделанный стариком Гинсбургом, постарайтесь получить от моих родственников тоже для музея… Тот, что принадлежал мне, остался в Петербурге, в моей квартире, как и все мне принадлежащее. Все это было растаскано, распродано моими друзьями, а то и уничтожено в тяжелые годы Петербурга. Ни оплакивать, ни вспоминать не стоит. Прожили бурную и неповторимую (не так ли?) эпоху…
Поваренную книжку я действительно написала, почти как шутку, в пору, когда мы в Лондоне были сурово ограничены военным пайком. Однако там я давала рецепт чахохбили. Курицу все же можно было купить. Вместо масла — маргарин. Яйцо полагалось ОДНО в неделю на человека. Выворачивались. Книжку уже давно нельзя купить. А мой экземпляр (авторский) кто-то зачитал. У меня больше НЕТ моей же книжки.
…Живу я в Англии, где мало эмигрантов из России. Не так как в Париже, где их засилие. Тэффи (тоже моя давняя приятельница) говорила, что в Пасси (часть Парижа) некий француз покончил с собой в тоске по родине.
Я очень любила Париж, где прожила 18 лет, который очень изменился в наше столь вульгарное время и который больше не люблю. 
Лондон — последний барский (относительно, конечно, т.к. "наша" эпоха и его коснулась) город. И я его люблю. Здесь можно жить очень спокойно и даже красиво и по-человечески.  ТАК я и живу. В доме совершенно прелестном с большим садом, окруженным большими деревьями, без телевизора и даже без радио. Ненавижу эти говорящие коробки. Зато читаю. 
…Я не хочу со всеми моими картинами и книгами расстаться ДО моей смерти. Смерть не далека, ибо мне 90 лет! Хотела бы жить вечно, но это заказано натурой…

Никто не верит в мои возраст, который я не скрываю. Отличная фигура и говорят, что я красива!! Подумайте!! Какие чудеса. Выгляжу лет на 70, все могу, все ем, все пью и собираюсь жить лет до ста… Все, все умерли, а я вот все жива. И не хочу умирать…"

## Стихи, посвящённые Саломее
На улице парижской

     Колизея

Жила годов пятнадцать

     Саломея,

Порядок домовой 4 дважды,

Прохожий, снимите шляпу

     Каждый
- Осип Мандельштам, «Дочь Андроника Комнена», «Когда Соломинка, не спишь в огромной спальне», декабрь 1916. Искусствовед И. Дзуцева отметила, что «Грузия предстала в поэзии Мандельштама в облике петербургской красавицы Саломеи Андрониковой». Ей же посвящены «Мадригал»[32]; к дню её рождения Саломеи Николаевны в Алуште, где она одновременно с поэтом гостила на даче жены А. А. Смирнова Е. П. Магденко. Там же была написана шуточная коллективная трагикомедия «Кофейня разбитых сердец».
- Григол Робакидзе, «Офорт»[33] («Дремотный сон в золе томлений…») 1920
- Стихотворения Сергея Рафаловича, 1915—1920.
- Г. Иванов «Январский день. На берегах Невы несётся ветер…» 1931
- Анна Ахматова, «Тень» («Всегда нарядней всех, всех розовей и выше…») 1940
- Илья Зданевич, «На улице парижской Колизея». 1940

проза:
- Эдуард Лимонов, рассказ «Красавица, вдохновлявшая поэта». 1990. Выведена под именем «Саломея Ираклиевна».

## Портреты

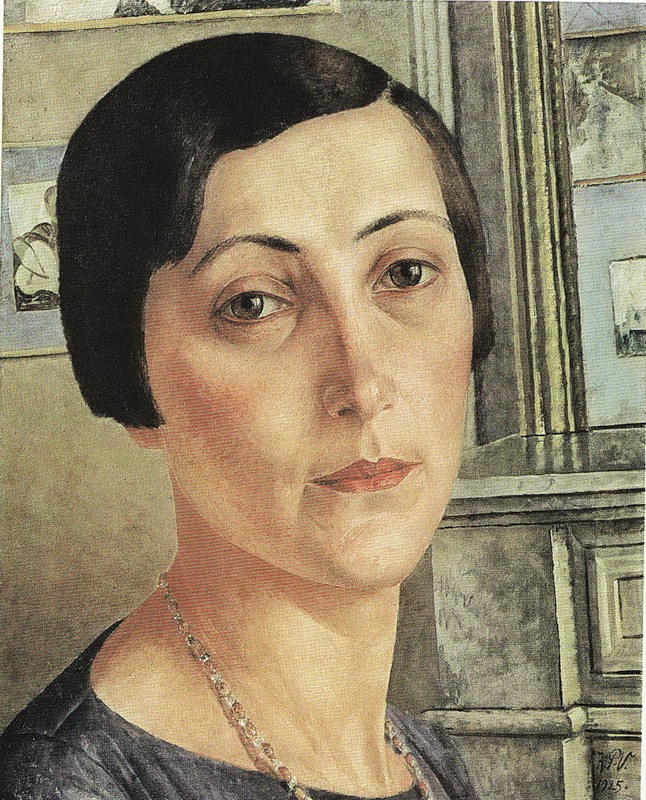
Портрет работы Кузьмы Петрова-Водкина
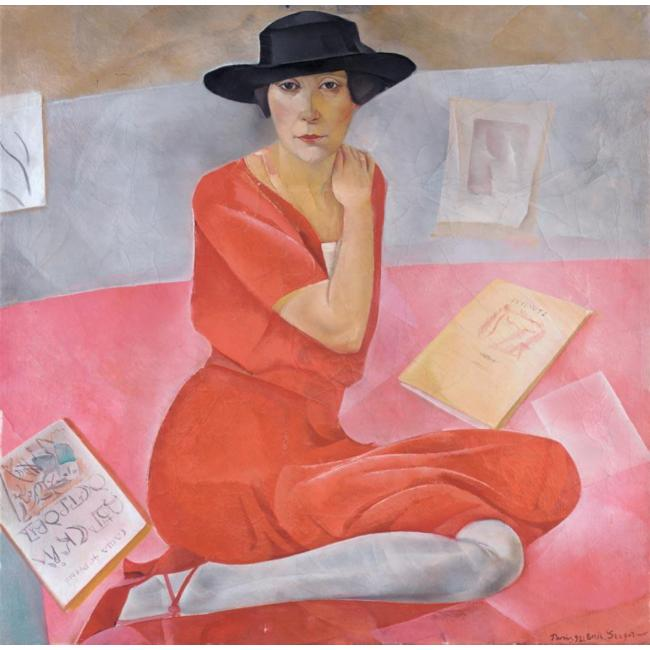
Портрет работы Бориса Григорьева
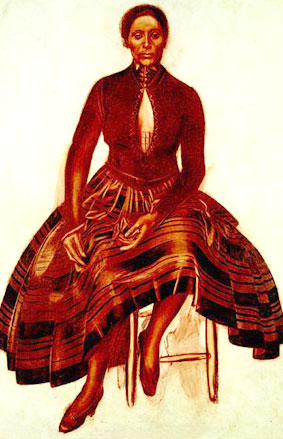
Портрет работы Василия Шухаева
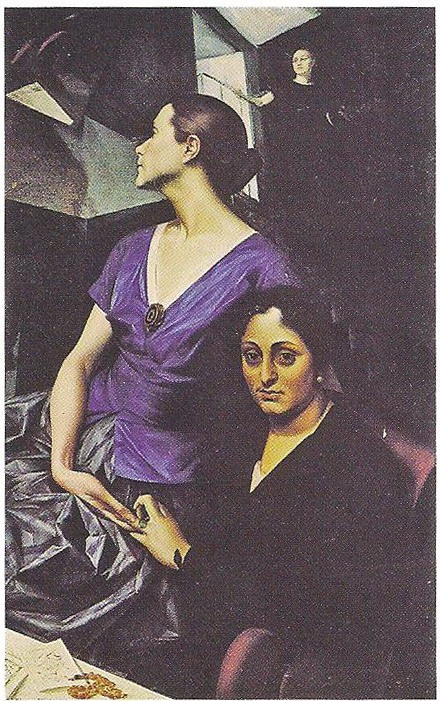
«Портрет Саломеи Андрониковой и Ашени Меликовой (Три женщины)» Александра Яковлева

- 1916: Сергей Чехонин- портрет и миниатюра. Единственный портрет С. Н. Андреевой, написанный в России.

Во Франции портреты С. Н. Гальперн были написаны разными художниками :
- 1922: Александр Яковлев. «Портрет Саломеи Андрониковой и Ашени Меликовой(Три женщины)»[34], Париж. Продан на Сотбис в 1994. Эскиз к этому портрету, рисунок сангиной, куплен князем Н. Д. Лобановым-Ростовским на Сотбис в 2004 г. и подарен им музею М. Цветаевой. Известен ещё один портрет кисти А. Е. Яковлева — Гальперн написана в той же позе, что и на предыдущей картине, в том же платье и с той же прической, портрет хранится в Париже, в собрании Н. В. Вырубова.
- 1924: Зинаида Серебрякова. Портрет Архивная копия от 11 ноября 2011 на Wayback Machine Портрет написан по заказу А. Гальперна, находился в его собрании. В конце жизни С. Н. Гальперн завещала его Государственному музею искусств Грузии в Тбилиси.
- 1924—1925: Портрет, написанный Борисом Григорьевым в Париже, в 1924—1925 гг.
- Василий Шухаев написал несколько портретов С. Н. Гальперн: графический портрет, сангина, 1917 г, затем в 1921 г написал портрет С. Н. Гальперн в красных чулках; Существует также рисунок к нему, (сангина, ГРМ). 1925: В 1977 году он был приобретен ГТГ у Ирины Петровны Рачек-Дега. В 1924 — 25 гг. написал портрет С. Н. Гальперн по заказу её мужа, в настоящее время входит в собрание Третьяковской галереи. В собрании Н. Н. Вырубова хранится его же групповой портрет Саломеи, её дочери Ирины, Веры и Василия Шухаева[35].
- 1925: Петров-Водкин. Портрет С. Н. Андрониковой. Холст, масло, 81 x 65. Портрет был заказным, написан в Париже, где художник в то время был в командировке, по заказу А. Гальпернаи самой С. Н. Гальперн. Находился в его собрании, в Лондоне. В 1979 г. был подарен С. Н. Гальперн в собрание Третьяковской галереи.
- Константин Сомов
- С. Сорин, портрет неизвестен, по предположению, погиб во время бомбежек Лондона в 1940 г.
- Скульптор Судьбинин, Серафим Николаевич, скульптурный портрет, 1925, Париж.

## Публикации
- Шухаева В. Василий Шухаев: Жизнь и творчество / Сост. Н. А. Элизбарашвили. М.: Галарт, 2010. C. 179—181
- Лариса Васильева. Саломея или Соломинка, не согнутая веком. // Журнал «Огонёк», 1988, № 3.
- Шарадзе Г. «Муза двадцатого века…» // Лит. Грузия. 1983. № 3. С. 168—173;)
- Пархомовский М. Книга об удивительной жизни Ешуа Золомона Мовшева Свердлова, ставшего Зиновием Алексеевичем Пешковым, и необыкновенных людях, с которыми он встречался: В 4 ч. с прологом и эпилогом. Изд. 2, перераб., доп. Иерусалим, 1999 (С. 145—151: Муза двадцатого века
- Берлин И. Александр и Саломея Гальперны // Русское еврейство в зарубежье. Т. 2 (7): Русские евреи в Великобритании. Иерусалим, 2000. С. 24-35
- Кралин М. М. Артур и Анна. Москва: Водолей, 2000
- Васильева Л.  Тайна времени. М., 2001. С. 333—406
- Судейкина В. Дневник 1917—1919. М.: Русский путь, 2006. ISBN 5-903081-03-7
- Корин А. Красавицы Серебряного века. Москва: Эксмо, 2007 г. Серия: Любовь замечательных людей
- Яссе Андроников. Я просто шёл, не ведая куда… — СПб.: ЗАО «Журнал „Звезда“», 2009.
- Панова Л. «Уворованная» Соломинка: К литературным прототипам любовной лирики Осипа Мандельштама Архивная копия от 24 марта 2017 на Wayback Machine. // Вопросы литературы. — 2009.
- Игорь Оболенский. Саломея Андроникова. «Судьба красоты. История грузинских жен», 2010.